# Estrella Vázquez Osorno
María Estrella Vázquez Osorno (Zacatlán, Puebla, 4 de marzo de 1955) es una política mexicana, miembro actual del partido Movimiento Regeneración Nacional (Morena). Ha sido diputada federal de 1997 a 2000.

## Biografía
Es pasante de la licenciatura en Biología en la Universidad Nacional Autónoma de México (UNAM) y ejerció como docente de dicha materia en el Colegio Madrid de Ciudad de México. Laboró en la Dirección General de Culturas Populares de la Secretaría de Educación Pública, donde fue capacitadora en cursos de formación a técnicos en cultura indígena en Veracruz, Yucatán, Quintana Roo y estado de México de 1978 a 1985, e investigadora Especializada en Etnobiología, Problemas Agrarios y Medio Ambiente de 1985 a 1993.
Inicio su militancia política en el entonces Partido Mexicano de los Trabajadores (PMT), del que entre 1979 y 1980 fue presidenta del comité delegacional en Miguel Hidalgo, secretaria de Relaciones Femeniles del comité del Distrito Federal de 1980 a 1984 y representante del comité del DF ante el comité ejecutivo nacional de 1984 a 1986. En 1983 fue presidenta nacional de la Asociasión Nacional de Mujeres Mexicanas y en 1984 secretaria de Organización de la misma asociación.
En 1986 formó parte de la comisión de Fusión del PMS con el Partido Socialista Unificado de México (PSUM) para conformar el Partido Mexicano Socialista (PMS), organización en la que pasó a militar a partir de 1987, y hasta 1993 cuando el PMS se convirtió en el Partido de la Revolución Democrática (PRD), al que se unió. 
De 1991 a 1992 fue asesora de Asuntos de Medio Ambiente y Ecología en la II Asamblea de Representantes del Distrito Federal y de 1993 a 1996 fue presidenta del comité del distrito 6 del DF del PRD. En las elecciones de 1994 fue elegida integrante de la III Asamblea de Representantes del Distrito Federal por la vía de la representación de dicho año al de 1997. En la Asamblea de Representantes fue presidenta de la comisión de Protección Civil.
Al término de dicho cargo, fue elegida diputada federal por el Distrito 12 del Distrito Federal a la LVII Legislatura de 1997 a 2000. En dicha legislatura ocupó los cargos de secretaria de la comisión especial de Protección Civil; e integrante de las comisiones de Ciencia y Tecnología; de Comunicaciones y Transportes; y, de Energéticos. En dicha legislatura fue también diputada su hermana Violeta Vázquez Osorno.
De 1993 a 1997 fue consejera estatal del PRD, en 1999 candidata a secretaria general del partido sin lograr el cargo y de 1999 a 2002 fue consejera nacional. De 2018 a 2021 fue directora de Protección Civil de la alcaldía Cuauhtémoc, en la administración encabezada por Néstor Núñez.